# Simone Hudon-Beaulac
Simone Marie Yvette Hudon-Beaulac, née Hudon à Québec le 9 septembre 1905 et morte à Montréal le 5 août 1984, est une peintre et graveuse canadienne.

## Biographie
Simone Hudon-Beaulac naît à Québec le 9 septembre 1905. Elle est la fille de l'avocat Joseph-Albert Hudon et d'Alice Jeanne Amyot. Simone fréquente l'école des Ursulines de Québec avant de s'inscrire en dessin à l'École des beaux-arts dans sa ville natale vers 1922. Elle sort diplômée en 1930 après des études avec Lucien Martial et Henry Ivan Neilson. La même année, elle devient membre du Graphics Art Club, qui deviendra trois ans plus tard, la Société canadienne des arts graphiques,. Elle succède à Neilson en 1931 et enseigne la gravure, la perspective, le design d'intérieur et l'illustration jusqu'en 1945. Hudon est sélectionnée pour représenter le Québec dans le cadre de l'exposition Art contemporain de l'hémisphère occidental au Cleveland Museum of Art à Cleveland en Ohio, qui a lieu du 8 décembre 1942 au 10 janvier 1943,,. 
Elle déménage à Montréal en 1945 et y travaille en tant qu'illustratrice de livres. Dans les années 1960, elle s'associe à un mouvement de renouveau dans la littérature jeunesse. Elle fonde avec Réal d'Anjou, Béatrice Clément, Marie-Joseph d'Anjou et Paule Daveluy la maison des Éditions Jeunesse pour qui elle travaille comme conseillère artistique. Elle est membre de la Société des peintres-graveurs canadiens. Comme membre de la Société canadienne des arts graphiques (en), elle illustre le livre Au fil des côtes de Québec publié par le gouvernement du Québec en 1967 pour le Centenaire du Canada en 1967,. En 1971, elle signe la demande d'incorporation de Communication-Jeunesse avec Suzanne Martel, Louise Lemieux, Suzanne Rocher et Paule Daveluy. 
Simon Hudon-Beaulac meurt à Montréal le 5 août 1984.
Au cours de sa carrière, elle remporte de nombreuses récompenses et est largement exposée, notamment avec Sylvia Daoust.

## Musées et collections publiques
- Musée des beaux-arts de Hamilton (en), Hamilton, Ontario
- Musée d'art de Joliette
- Musée de la civilisation[12], Québec, Québec
- Musée des beaux-arts de Montréal
- Musée des beaux-arts de Sherbrooke
- Musée national des beaux-arts du Québec, Québec[7]
- Musée Pierre-Boucher, Trois-Rivières, Québec

## Hommages
- La rue Simone-Hudon a été nommée en son honneur, en 1984, dans la ville de Québec.
- Une plaque "Ici vécut de la ville de Québec est présente au 560 avenue Laurier, en son honneur, pour indiquer son ancien lieu de résidence.